# 단성사
단성사(團成社)는 1907년 서울특별시 종로구 묘동에 세워진 대한민국 최초의 본격적인 상설 영화관이다. 서울 지하철 종로3가역 3호선 출구와 가깝고 CGV 피카디리 1958점과 마주보고 있다.
1918년 박승필의 인수 이래 일제강점기 경성에서 한국인이 운영하는 대표 영화관으로 자리잡았으며, 1919년 최초의 한국 영화로 꼽히는 《의리적 구토》, 1926년 나운규 감독의 《아리랑》 등의 제작과 상영의 중심이 되었다.
광복 후 단관운영을 계속해오다 2001년 멀티플렉스로 재탄생했으나 경영난과 채권자들의 이해관계로 리모델링이 중단되면서 영화가 상영되지 못했다.
2015년 세계 1위 모자판매회사이자 클라크지게차, 자일대우버스, OBS경인TV 등을 인수한 영안모자 계열회사인 자일개발(주)가 4차례 경매 끝에 단성사를 인수하여 일대 변화를 맞게 됐다. 단성사는 2016년 9월 1일 단성골드빌딩으로 이름을 바꾸고, 1층에 백화점형 주얼리도소매센터가 오픈되었다.

## 역사

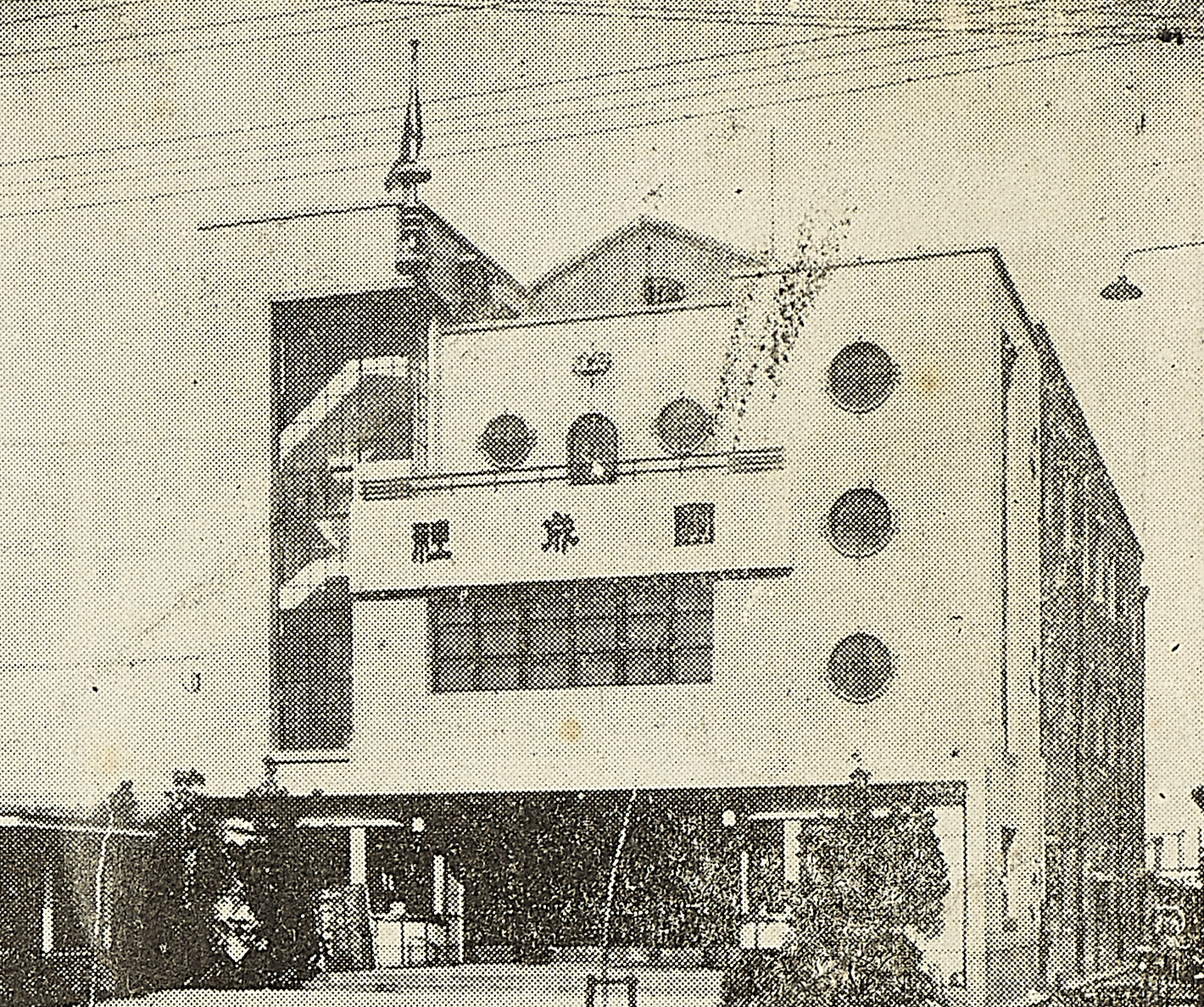
1934년 신축된 단성사의 모습

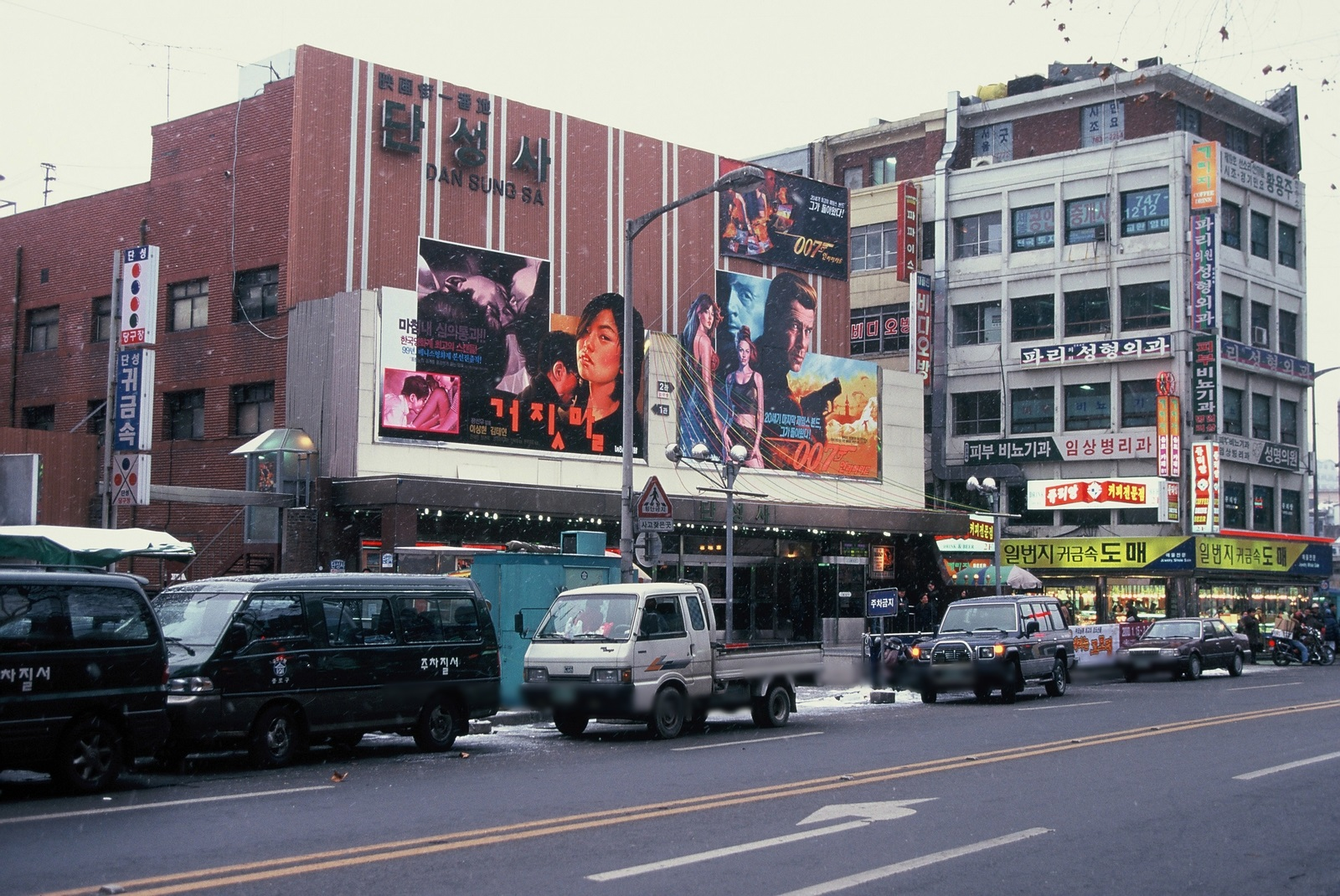
2000년 철거 직전의 모습

### 구한말과 일제강점기
1907년 한성의 실업가인 지명근, 주수영 등이 공동 출자하여 종로의 파조교(罷朝橋) 근처 (현 종로3가)에 설립하였다. 초대 건물은 2층 목조 건물이었으나 1908년 붕괴사고로 임시 폐업하였다. 1913년부터 1914년까지 신축 공사에 들어가 서양식 외관과 일본 극장식 실내구조, 1000석 규모를 갖추게 되었다. 1915년 2월 화재로 극장이 소실되어 5월에 다시 개장하였다.
1917년 다무라 요시지로(田村義次郞)에 매각되면서 경성 내 조선인이 소유한 극장은 아무것도 남지 않게 되었으나, 1918년 광무대의 경영자였던 박승필이 인수하여 상설 영화관으로 개축하였다.
1919년 10월 27일에는 박승필의 주도로 제작된 김도산 감독의 《의리적 구토》가 단성사에서 개봉되었다. 의리적 구토는 영화와 연극이 함께 구성된 연쇄극(連鎖劇)으로서, 한국인이 제작을 맡은 최초의 영화로 기록되었다. 영화가 개봉된 날은 현재 영화의 날로 제정되어 있다.
1924년에는 하야카와 고슈 감독의 영화 《춘향전》에 자극받은 박승필이 단성사에 촬영부를 설치하여 7권짜리 극영화 《장화홍련전》을 제작, 상영하였다. 이는 최초로 한국인에 의한 극영화의 촬영·현상·편집에 성공한 사례로 기록되었다.
1926년 이후 단성사는 조선극장·우미관과 더불어 북촌의 한국인을 위한 공연장으로, 일본인이 운영하는 영화관인 황금좌·희락관·대정관 등과 맞서 영화뿐만 아니라 연극·음악·무용 발표회 등에도 무대를 제공하여 새로운 문화의 매체로 큰 몫을 하였다. 이 시기 나운규의 민족 영화 《아리랑》이 개봉하였으며 상당한 흥행을 거두었다.
1934년 12월 22일 '초현대식 건물'을 표방한 신관으로 개축되어 낙성식이 열렸다. 이 건물에는 '단성사' (團成社)라는 한자 간판과 함께 둥근 창이 달려 있는 모더니즘 양식을 띄었다. 일제 강점기 말에는 '대륙극장'으로 개칭하였다.

### 광복 이후와 폐업
1945년 광복 후 다시 단성사로 복귀하여 악극(樂劇)을 공연하였다. 이 시기에도 전성기를 이어나가 《역도산》(1965년), 《겨울여자》(1977년), 《장군의 아들》(1990년) 등을 개봉해 흥행을 거두었다. 1993년 《서편제》개봉 당시에는 194일이라는 개봉관 최장 상영 기록을 세웠다. 1990년대 초까지 단성사의 성적은 한국 영화계에 있어 전국 흥행의 바로미터로 여겨지기도 했다.
2001년 9월 구 건물이 철거되었으며 2005년 2월 지하 4층, 지상 9층에 7개 관을 갖춘 멀티플렉스 상영관로 재개관하였다. 이듬해 9월 3개 관을 추가하여 총 10관에 1,806석 규모의 극장이 되었다. 2008년 4월에는 멀티플렉스 체인인 씨너스 단성사가 되었으나 같은 해 9월 23일 경영 악화로 부도 처리된 뒤, 11월 아산엠그룹이 인수하여 아산엠단성사로 새롭게 출범하였다.
아산엠 측은 오세훈 서울시장의 '귀금속산업 뉴타운 종합지원시설' 유치계획에 따라 영화관을 축소, 보석전문상가로 전환할 계획을 내세웠다. 2010년 7월 14일 리모델링 공사로 내부 극장을 임시 휴관하였으나, 경기침체로 분양이 지지부진한 데 이어 2012년 2월 서울시의 계획이 철회됨에 따라 자금 압박으로 리모델링을 중단하였다.
2012년 8월 법원에서 경매 개시를 결정하였으며, 3차례의 경매에도 유찰되었다가 2015년 3월 12일 법원 경매에서 575억 원에 영안모자 계열법인인 자일개발(주)로 낙찰되었다. 2016년 9월 1일 단성골드빌딩으로 명칭을 변경하고, 단성골드주얼리센터를 오픈하였다. 2019년 10월에는 한국 영화 100주년을 기념하여 '단성사 영화역사관'이 개관하였다.

## 시설

### 단성골드빌딩 (현재)
- 9F 종합보석갤러리 (예정)
- 8F 그린램프스퀘어독서실
- 7F 브라운편입학원
- 6F KG인테리어뱅크
- 4F,5F KGIT BANK
- 3F 바른생각 스터디랩 챌린저 독서실
- 1F,2F 단성골드
- B1F 푸드코트 (예정)
- B2F 단성사
- B3F 단성영화역사관

## 교통
- 서울 지하철 1호선·3호선·5호선 종로3가역 9,10번 출구

## 같이 보기
- 경룡관